# Into Colour
Into Colour är det tredje studioalbumet av den persisk-brittiska musikern Rumer. Albumet släpptes den 10 november 2014 av Atlantic Records.

## Låtlista
| Nr           | Titel                       | Kompositör                                               | Längd |
| ------------ | --------------------------- | -------------------------------------------------------- | ----- |
| 1.           | Intro (Return of Blackbird) | Sarah Joyce, Rob Shirakbari, Rick Nowels, Stephen Bishop | 1:28  |
| 2.           | Dangerous                   | Joyce, Shirakbari, Nowels, Bishop, Sophie Delila         | 3:56  |
| 3.           | Reach Out                   | Joyce, Shirakbari                                        | 3:53  |
| 4.           | You Just Don't Know People  | Joyce, Shirakbari                                        | 5:17  |
| 5.           | Baby, Come Back to Bed      | Joyce, Bishop, Shirakbari                                | 4:10  |
| 6.           | Play Your Guitar            | Joyce, Shirakbari, Nowels                                | 4:07  |
| 7.           | Sam                         | Joyce, Bishop                                            | 4:39  |
| 8.           | Better Place                | Joyce, Shirakbari                                        | 3:38  |
| 9.           | Pizza and Pinball           | Joyce, Bernardy, Shirakbari                              | 4:56  |
| 10.          | Butterfly                   | Joyce, Shirakbari                                        | 3:50  |
| 11.          | I Am Blessed                | Joyce, Shirakbari, Blackman                              | 4:48  |
| Total längd: | Total längd:                | Total längd:                                             | 44:42 |